# Conistra silene
Conistra silene är en fjärilsart som beskrevs av Ignaz Schiffermüller 1776. Conistra silene ingår i släktet Conistra och familjen nattflyn. Inga underarter finns listade i Catalogue of Life.